# Itäkeskus (metropolitana di Helsinki)
Itäkeskus è una stazione di superficie della Metropolitana di Helsinki. Serve il centro commerciale di Itäkeskus e le aree circostanti di Helsinki Est. Dopo questa stazione, la linea si biforca: un ramo continua verso nord in direzione Mellunmäki, mentre l'altro procede verso est in direzione Vuosaari.
La stazione Itäkeskus è una delle stazioni del tratto originario della metropolitana di Helsinki, inaugurato il 1º giugno 1982, e fu disegnato da Jaakko Ylinen e Jarmo Maunula. Si trova a circa 1.064 metri da Siilitie, 1.922 da Myllypuro, e a 1.042 metri da Puotila.